# Luus, Dundgovi
Luus (tiếng Mông Cổ: Луус) là một sum của tỉnh Dundgovi ở Mông Cổ. Vào năm 2007, dân số của sum là 2.106 người.

## Địa lý
Sum có diện tích khoảng 3.161 km2. Trung tâm sum, Ovoo, nằm cách tỉnh lỵ Mandalgovi 60 km và thủ đô Ulaanbaatar 330 km.

### Khí hậu
Luus có khí hậu hoang mạc. Nhiệt độ trung bình hàng năm trong khu vực là 6 °C. Tháng ấm nhất là tháng 7, khi nhiệt độ trung bình là 28 °C và lạnh nhất là tháng 1, với −17 °C. Lượng mưa trung bình hàng năm là 179 mm. Tháng ẩm ướt nhất là tháng 7, với lượng mưa trung bình là 54 mm, và khô nhất là tháng 2, với 2 mm.

## Kinh tế
Sum có một trường học, bệnh viện, trung tâm thương mại và nhà văn hóa.